# بروکلین هایتس
بروکلین هایتس (به انگلیسی: Brooklyn Heights) یک منطقهٔ مسکونی در ایالات متحده آمریکا است که در بروکلین واقع شده‌است. بروکلین هایتس ۲۰٬۲۵۶ نفر جمعیت دارد.